# Vrádište
Vrádište (maďarsky Várköz, do roku 1907 Vradist) je obec v okrese Skalica v Trnavském kraji na západním Slovensku. Žije zde 852 obyvatel.

## Historie
Vrádište bylo poprvé zmíněno v roce 1392 jako Wratna.

## Geografie
Vrádište se nachází na západě Slovenska, 4 km jihovýchodně od Skalice. Nadmořská výška je 165 m n. m.

## Osobnosti obce
Juraj Pavlín Bajan - slovenský františkánský kněz, kazatel, varhaník a hudební skladatel.
Irena Čubírková - slovenská vražedkyně